# سیارک ۹۸۲۶
سیارک ۹۸۲۶ (به انگلیسی: 9826 Ehrenfreund، نامگذاری:2114T-3) نه هزار و هشتصد و بیست و ششمین سیارک کشف شده‌است که در ۱۶ اکتبر ۱۹۷۷ کشف شد.
قدر مطلق سیارک برابر ۱۳٫۱۰ است.